# NGC 7703
NGC 7703 is een lensvormig sterrenstelsel in het sterrenbeeld Pegasus. Het hemelobject werd op 7 oktober 1825 ontdekt door de Britse astronoom John Herschel.

## Synoniemen
- UGC 12676
- MCG 3-60-4
- ZWG 455.16
- PGC 71797